# Nello Fabbri
Pour les articles homonymes, voir Fabbri.
Nello Fabbri, né le 15 mars 1934 à Rome et mort dans la même ville le 30 janvier 2020, est un coureur cycliste italien.

## Biographie
Professionnel de 1954 à 1963, Nello Fabbri a remporté Sassari-Cagliari, le Tour de Toscane ainsi que Milan-Turin.

## Palmarès

### Palmarès amateur
- 1953
  -  Champion d'Italie sur route amateurs
  - Coppa Zinzi
  - 2e de la Coppa d'Inverno
- 1954
  - Coppa Lorenzo Controni
  - Paris-Bligny-Reims
  - Coppa d'Inverno
  - Nazionale di Santo Stefano Magra
  - 8e du championnat du monde sur route amateurs

### Palmarès professionnel
- 1956
  - Sassari-Cagliari
  - Tour de Toscane
- 1958
  - 2e du Tour de Campanie
  - 3e du Trophée Matteotti
- 1959
  - Milan-Turin
- 1960
  - 2e du Tour du Piémont
- 1961
  - 3e du Grand Prix du Parisien (contre-la-montre par équipes)

## Résultats sur les grands tours

### Tour de France
2 participations :
- 1959 : 42e
- 1960 : 76e

### Tour d'Italie
7 participations :
- 1955 : 23e
- 1956 : abandon
- 1957 : 11e
- 1958 : 52e
- 1959 : 39e
- 1961 : 72e
- 1962 : 45e